# برگ‌نیزه‌ای
برگ‌نیزه‌ای (نام علمی: Matelea parvifolia) نام یک گونه از سرده تاک شیری است.